# Melanotaenia boesemani
Cá cầu vồng Boeseman (Melanotaenia boesemani) là một loài cá thuộc họ Melanotaeniidae. Nó là loài đặc hữu cho hồ Ayamaru và các nhánh của chúng trong một khu vực miền núi của bán đảo Kepala Burung, Tây Papua, Indonesia.

## Hình ảnh

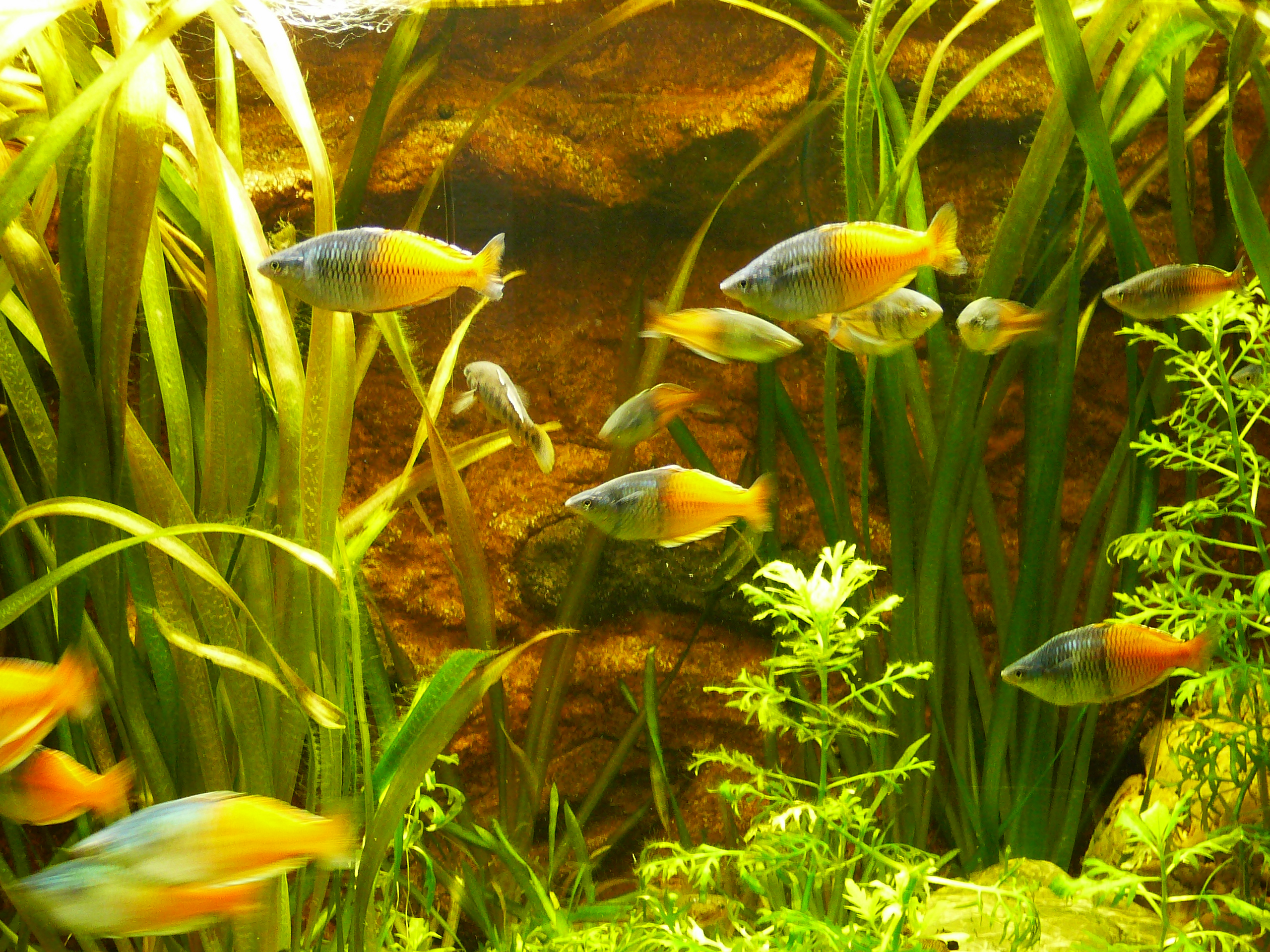
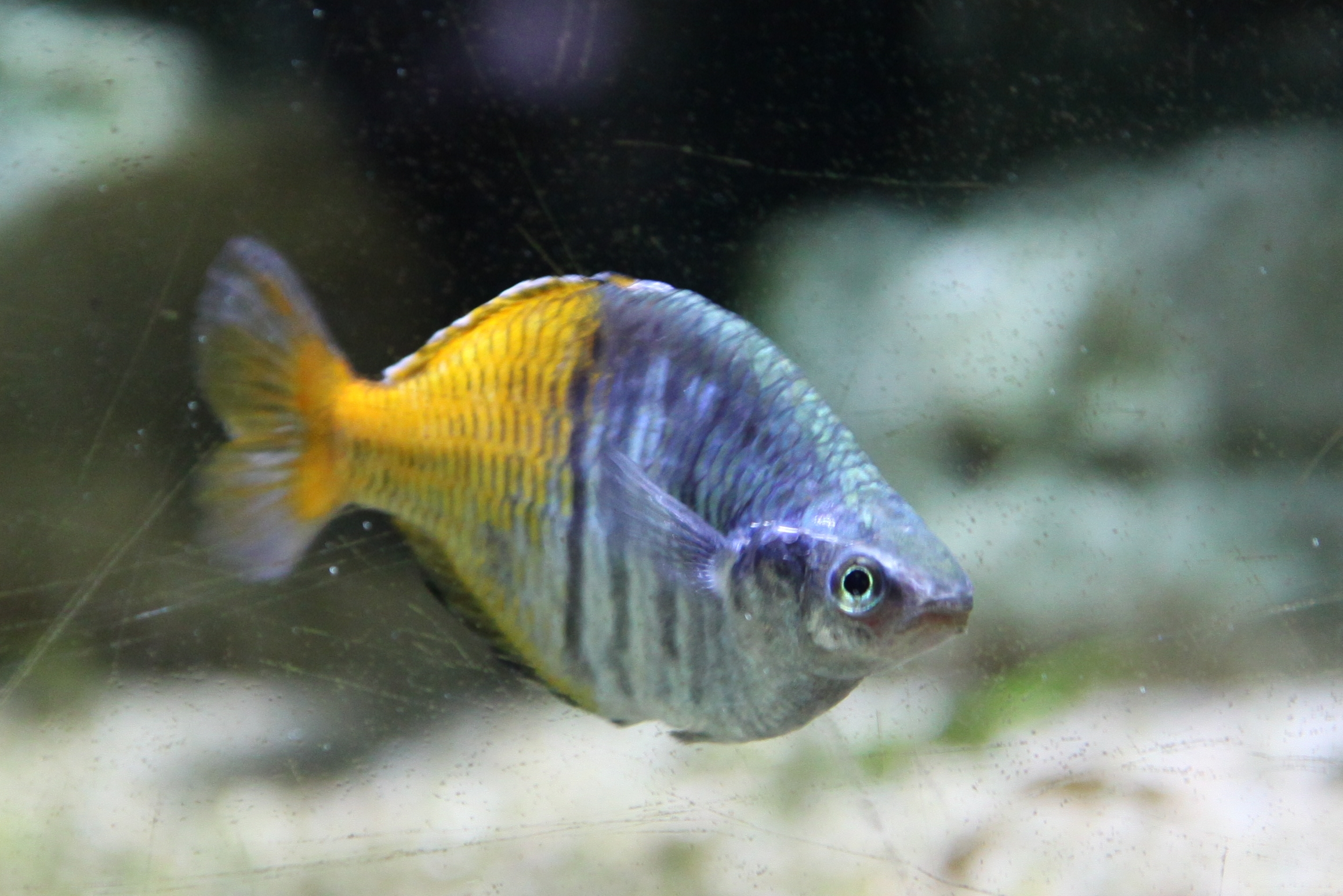
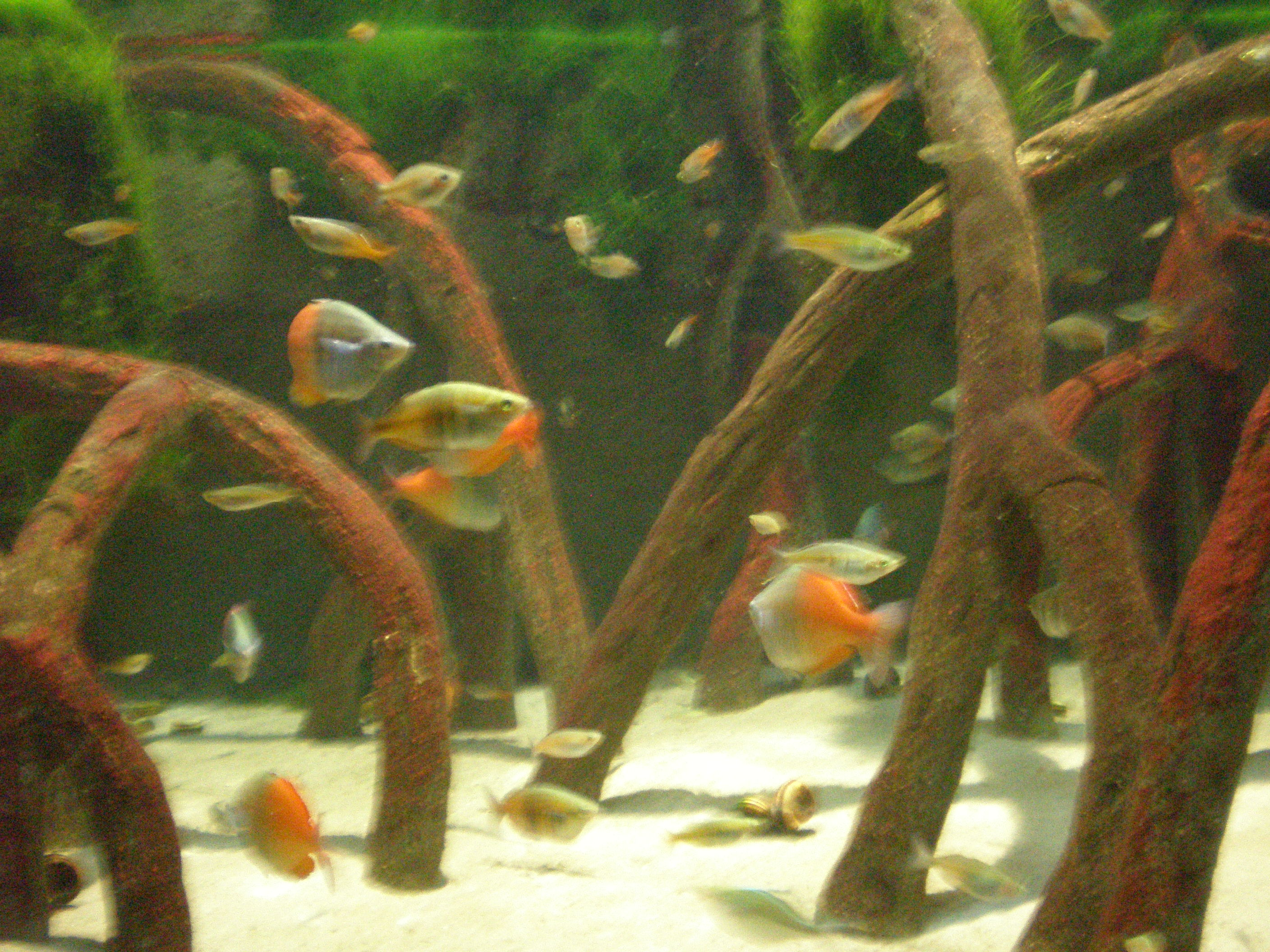
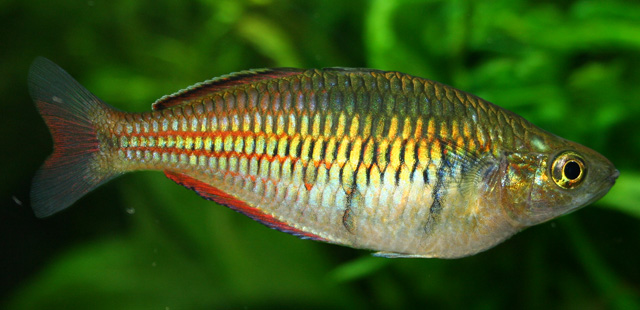